# Franz Kobler
Franz Kobler (geboren 28. Dezember 1882 in Jungbunzlau, Österreich-Ungarn; gestorben 12. Mai 1965 in Berkeley, Kalifornien) war Schriftsteller und Publizist böhmisch-jüdischer Herkunft.
Franz Kobler studierte Jura und Philosophie in Prag, Wien und Berlin. Er wurde 1906 in Prag in Rechtswissenschaften promoviert. Kobler wurde 1914 Rechtsanwalt in Wien. Er wurde Pazifist. Kobler emigrierte 1938 über die Schweiz und Großbritannien nach San Francisco.

## Hauptwerke
- „ Einleitung (Essay) zu Kant‘s Zum ewigen Frieden“  verfasst Wien 1917 im Weltkrieg veröffentlicht in Leipzig
- Gewalt und Gewaltlosigkeit, 1928
- Juden und Judentum in deutschen Briefen aus drei Jahrhunderten, 1935
- Jüdische Geschichte in Briefen aus Ost und West. Saturn Verlag, Wien 1938.
- Das Zeitalter der Emanzipation, 1938
- Letters of Jews Through the Ages, 1952
- Napoleon and the Jews, Jerusalem 1976
- Von Sonnenfels bis Kelsen. Jüdische Rechtsgelehrte in Österreich (o. J.)